# Temza
Temza (engl. River Thames [temz]) je rijeka u južnoj Engleskoj, koja protječe kroz London. Druga je po dužini rijeka u Velikoj Britaniji, nakon rijeke Severn. Duga je 346 km.
Rijeka je poznata prvenstveno zahvaljujući činjenici da na njenim obalama leži grad London. Pored toga, protičući kroz London, Temza teče vrlo sporo te, u usporedbi s drugim europskim rijekama ima relativno mali protok od oko 66 m³/s.

## Poplave
U prošlosti, Temza je često plavila okolna područja, a od 1980. u Woolwich Reachu napravljena je najveća brana protiv poplava na svijetu. Poplave Temze su uzrokovane promjenama plime i oseke. Za vrijeme katastrofalne poplave 1953. poginulo je preko 3000 osoba. Preko Temze izgrađeno je mnogo mostova, od kojih je najpoznatiji londonski Tower Bridge.
Zanimljivo je da u kanadskoj provinciji Ontario postoji rijeka s istim imenom, a na njoj se također nalazi gradić s imenom London.